# Măgura (Teleorman)
Pour les articles homonymes, voir Măgura.
Măgura est une commune du județ de Teleorman en Roumanie.

## Démographie
En 2021, la population était de 2 299 habitants.